# Raphia hybris
Raphia hybris är en fjärilsart som beskrevs av Jacob Hübner 1818. Raphia hybris ingår i släktet Raphia och familjen nattflyn. Inga underarter finns listade.

## Bildgalleri

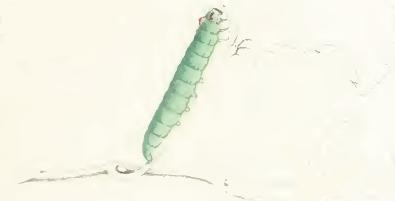